# أنسون كارتر
أنسون كارتر هو لاعب هوكي الجليد كندي، ولد في 6 يونيو 1974 في تورونتو في كندا.

## وصلات خارجية
- أنسون كارتر على موقع دوري الهوكي الوطني (الإنجليزية)
- أنسون كارتر على موقع EliteProspects.com (الإنجليزية)
- أنسون كارتر على موقع HockeyDB.com (الإنجليزية)
- أنسون كارتر على موقع Hockey-Reference.com (الإنجليزية)